# Miżlissia (obwód winnicki)
Miżlissia (ukr. Міжлісся; do 1964 roku Hołodky) – wieś na Ukrainie, w obwodzie winnickim, w rejonie barskim.
Wieś należała do powiatu lityńskiego guberni bracławskiej, a później guberni podolskiej.